# Мигел Анхел Бриндизи
Мигел Анхел Бриндизи (на испански: Miguel Ángel Brindisi) е аржентински футболен треньор и бивш футболист, офанзивен полузащитник. Участва в националния отбор по футбол на Аржентина на Световното първенство по футбол, 1974 г..
Най-голяма част от кариерата си като футболист прекарва в отбора Уракан (1967 – 1976 и 1978 – 1980). Играл е също за Лас Палмас (1976 – 1978), Бока Хуниорс (1981 – 1982), националния отбор (1983 – 1984) и Расинг Клуб (1984). В кариерата си общо изиграва 533 мача и отбелязва 223 гола.